# Karen Kijewski
Karen Kijewski (ur. 1943 w Berkeley w Kalifornii) – amerykańska pisarka, autorka serii powieści pt. Cat Colorado.
Ukończyła studia na Uniwersytecie Kalifornijskim w Berkeley. Za swój debiut powieściowy Katwalk otrzymała nagrody: Anthony Award i Shamus Award.
Mieszka w Sacramento. Jest mężatką i ma dwie córki.

## Powieści
Seria Cat Colorado
- Katwalk (1988)
- Katapult (1990)
- Kat's Cradle (1991) (wyd. pol. 1998 Zabawa w Pana Boga)
- Copy Kat (1992) (wyd. pol. 1997 Podwójne życie)
- Wild Kat (1994)
- Alley Kat Blues (1995)
- Honky Tonk Kat (1996)
- Kat Scratch Fever (1997)
- Stray Kat Waltz (1998)

## Opowiadania
- Katfall (1990)
- Alley Kat (1992)
- Tule Fog (1994)